# طريقة هورن-شنك

تعتبر طريقة هورن-شنك إحدى طرق تقديرالتدفق البصري والتي قدمت قيداً عاماً يتمثل في التنعيم (تقليل التشويش) لحل مشكلة كانت قائمة تعرف ب الفتحة المشكلة (انظر التدفق البصري لمزيد من الوصف).

## خصائص
من مزايا طريقة هورن و شنك أنها تتضمن عدد كثيف من المتجهات المتدفقة ، أي أن المعلومات المتدفقة التي تُفقد في الأجزاء الداخلية من المناطق المتجانسة يتم شغلها من حدود المناطق المتحركة. لكن الجانب السلبي لهذه الطريقة هو حساسيتها الكبيرة للضوضاء .